# Coppa Intercontinentale di skeleton 2020
La Coppa Intercontinentale di skeleton 2020 è stata la tredicesima edizione del circuito mondiale di secondo livello dello skeleton, manifestazione organizzata dalla Federazione Internazionale di Bob e Skeleton; è iniziata il 23 novembre 2019 a Soči, in Russia, e si è conclusa il 1º febbraio 2020 a Pyeongchang, in Corea del Sud. Sono state disputate sedici gare: otto per le donne e altrettante per gli uomini in cinque differenti località.
Vincitori dei trofei, conferiti agli atleti classificatisi per primi nel circuito, sono stati la statunitense Kelly Curtis nel singolo femminile e il tedesco Christopher Grotheer in quello maschile, entrambi al primo trionfo nel circuito.

## Calendario
| Località             | Data                        | Donne | Uomini |
| -------------------- | --------------------------- | ----- | ------ |
| Soči                 | 23–24 novembre 2019         | ●●    | ●●     |
| Winterberg           | 7 dicembre 2019             | ●     | ●      |
| Schönau am Königssee | 14 dicembre 2019            | ●     | ●      |
| Lake Placid          | 23–24 gennaio 2020          | ●●    | ●●     |
| Pyeongchang          | 31 gennaio–1º febbraio 2020 | ●●    | ●●     |
| Totale               | Totale                      | 8     | 8      |

## Risultati

### Singolo donne
| Data             | Località             | Prime classificate                                         | Seconde classificate      | Terze classificate          |
| ---------------- | -------------------- | ---------------------------------------------------------- | ------------------------- | --------------------------- |
| 23 novembre 2019 | Soči                 | Susanne Kreher Germania                                    | Renata Chuzina Russia     | Alena Frolova Russia        |
| 24 novembre 2019 | Soči                 | Susanne Kreher Germania                                    | Renata Chuzina Russia     | Madelaine Smith Regno Unito |
| 7 dicembre 2019  | Winterberg           | Susanne Kreher Germania                                    | Hannah Neise Germania     | Katie Uhlaender Stati Uniti |
| 14 dicembre 2019 | Schönau am Königssee | Hannah Neise Germania                                      | Susanne Kreher Germania   | Renata Chuzina Russia       |
| 23 gennaio 2020  | Lake Placid          | Katie Uhlaender Stati Uniti                                | Sara Roderick Stati Uniti | Kelly Curtis Stati Uniti    |
| 24 gennaio 2020  | Lake Placid          | Katie Uhlaender Stati Uniti e Kimberley Murray Regno Unito | non assegnato             | Sara Roderick Stati Uniti   |
| 31 gennaio 2020  | Pyeongchang          | Katie Uhlaender Stati Uniti                                | Kimberley Bos Paesi Bassi | Zhu Yangqi Cina             |
| 1º febbraio 2020 | Pyeongchang          | Kimberley Bos Paesi Bassi                                  | Kelly Curtis Stati Uniti  | Katie Uhlaender Stati Uniti |

### Singolo uomini
| Data             | Località             | Primi classificati            | Secondi classificati           | Terzi classificati            |
| ---------------- | -------------------- | ----------------------------- | ------------------------------ | ----------------------------- |
| 23 novembre 2019 | Soči                 | Christopher Grotheer Germania | Marcus Wyatt Regno Unito       | Egor Veselov Russia           |
| 24 novembre 2019 | Soči                 | Marcus Wyatt Regno Unito      | Christopher Grotheer Germania  | Konstantin Choroško Russia    |
| 7 dicembre 2019  | Winterberg           | Christopher Grotheer Germania | Kilian von Schleinitz Germania | Jerry Rice Regno Unito        |
| 14 dicembre 2019 | Schönau am Königssee | Martin Rosenberger Germania   | Fabian Küchler Germania        | Christopher Grotheer Germania |
| 23 gennaio 2020  | Lake Placid          | Chen Wenhao Cina              | Craig Thompson Regno Unito     | Martin Rosenberger Germania   |
| 24 gennaio 2020  | Lake Placid          | Christopher Grotheer Germania | Martin Rosenberger Germania    | Craig Thompson Regno Unito    |
| 31 gennaio 2020  | Pyeongchang          | Jung Seung-gi Corea del Sud   | Christopher Grotheer Germania  | Craig Thompson Regno Unito    |
| 1º febbraio 2020 | Pyeongchang          | Jung Seung-gi Corea del Sud   | Kilian von Schleinitz Germania | Craig Thompson Regno Unito    |

## Classifiche

### Singolo donne
| Pos. | Nome atleta           | Nazione     | SOČ-1 | SOČ-2 | WIN | KÖN | LAK-1 | LAK-2 | PYE-1 | PYE-2 | Punti |
| ---- | --------------------- | ----------- | ----- | ----- | --- | --- | ----- | ----- | ----- | ----- | ----- |
| 1    | Kelly Curtis          | Stati Uniti | 6     | 8     | 4   | 10  | 3     | 5     | 4     | 2     | 736   |
| 2    | Susanne Kreher        | Germania    | 1     | 1     | 1   | 2   | 4     | 4     | -     | -     | 662   |
| 3    | Katie Uhlaender       | Stati Uniti | -     | -     | 3   | 9   | 1     | 1     | 1     | 3     | 640   |
| 4    | Sara Roderick         | Stati Uniti | 10    | 13    | 10  | 13  | 2     | 3     | 8     | 8     | 636   |
| 5    | Ashleigh Fay Pittaway | Regno Unito | 7     | 5     | 4   | DNF | 12    | 10    | 7     | 4     | 588   |
| 6    | Qi Jinghua            | Cina        | 8     | 10    | 12  | 15  | 15    | 15    | 12    | 11    | 504   |
| 7    | Alena Frolova         | Russia      | 3     | 6     | 9   | 11  | 8     | 9     | -     | -     | 504   |
| 8    | Anastasija Trufanova  | Russia      | 4     | 4     | 16  | 4   | 10    | 11    | -     | -     | 476   |
| 9    | Hannah Neise          | Germania    | -     | -     | 2   | 1   | 6     | 6     | -     | -     | 406   |
| 10   | Renata Chuzina        | Russia      | 2     | 2     | 8   | 3   | -     | -     | -     | -     | 402   |

### Singolo uomini
| Pos. | Nome atleta          | Nazione     | SOČ-1 | SOČ-2 | WIN | KÖN | LAK-1 | LAK-2 | PYE-1 | PYE-2 | Punti |
| ---- | -------------------- | ----------- | ----- | ----- | --- | --- | ----- | ----- | ----- | ----- | ----- |
| 1    | Christopher Grotheer | Germania    | 1     | 2     | 1   | 3   | 8     | 1     | 2     | 4     | 858   |
| 2    | Chen Wenhao          | Cina        | 6     | 9     | 7   | 4   | 1     | 8     | 12    | 6     | 696   |
| 3    | David Greszczyszyn   | Canada      | 9     | 10    | 8   | 7   | 14    | 13    | 17    | 10    | 544   |
| 4    | Stephen Garbett      | Stati Uniti | 18    | 17    | 15  | 11  | 4     | 6     | 10    | 12    | 524   |
| 5    | Egor Veselov         | Russia      | 3     | 5     | 4   | 12  | 9     | 5     | -     | -     | 522   |
| 6    | Daniil Romanov       | Russia      | 6     | 4     | 5   | 8   | 4     | 12    | -     | -     | 516   |
| 7    | Fabian Küchler       | Germania    | 8     | 6     | 5   | 2   | 11    | 15    | -     | -     | 490   |
| 8    | Konstantin Choroško  | Russia      | 4     | 3     | 12  | 9   | 12    | 9     | -     | -     | 478   |
| 9    | Samuel Keiser        | Svizzera    | 12    | 12    | 13  | 14  | 16    | 18    | 11    | 10    | 472   |
| 10   | Mike Rogals          | Stati Uniti | 16    | 15    | 13  | 13  | 7     | 11    | 13    | 19    | 469   |